# Przestrzeń kosmiczna

Warstwy atmosfery (bez zachowania skali)

Przestrzeń kosmiczna – przestrzeń poza obszarem ciał niebieskich. Za granicę pomiędzy ziemską atmosferą a przestrzenią kosmiczną przyjmuje się wysokość 100 km nad powierzchnią Ziemi, gdzie przebiega umowna linia Kármána. Ściśle wytyczonej granicy między przestrzenią powietrzną a przestrzenią kosmiczną nie ma. Komitet do spraw Pokojowego Wykorzystywania Przestrzeni Kosmicznej i inne organy w ramach ONZ określają granicę na poziomie 80–100 km. Podobne wartości stosuje się w fizyce.
Charakteryzuje się występowaniem wysokiej próżni, co uniemożliwia rozchodzenie się w niej fal dźwiękowych oraz ogranicza wymianę cieplną do promieniowania cieplnego. Przestrzeń kosmiczną przenika ze wszystkich stron promieniowanie kosmiczne, w tym niebezpieczne dla życia promieniowanie jonizujące – fale elektromagnetyczne w zakresie promieniowania rentgenowskiego i promieniowania gamma oraz wysokoenergetyczne naładowane cząstki. W przestrzeni kosmicznej, w okolicach orbity Ziemi, ciała wystawione na bezpośrednie działanie promieni słonecznych rozgrzewają się do temperatury przekraczającej 100 °C, natomiast pozostające w cieniu oziębiają się nawet poniżej –180 °C.
W naszym najbliższym otoczeniu przestrzeń kosmiczna to heliosfera, wypełniona przez wiatr słoneczny, która na granicy Układu Słonecznego, po przekroczeniu heliopauzy przechodzi w ośrodek międzygwiazdowy, a dalej w ośrodek międzygalaktyczny.

## Wpływ próżni na organizmy żywe
Przyczyną śmierci organizmu wystawionego na działanie próżni jest całkowita utrata tlenu z organizmu, a co za tym idzie ustanie akcji serca. Człowiek nie zamarza gwałtownie, nie zagotowuje mu się krew ani nie wybucha.
W publikacji NASA SP-3006 przyjęto założenie, iż człowiek wystawiony na działanie próżni kosmicznej straci przytomność w ciągu 9–11 sekund z powodu gwałtownej utraty tlenu z organizmu. Wstrzymywanie oddechu przyniesie jednak bardziej katastrofalne skutki w postaci rozerwania płuc i dostania się pęcherzyków gazu do opłucnej. Na skutek zmiany ciśnienia w jamie brzusznej w pierwszych kilku sekundach możliwe jest nastąpienie zapaści sercowo-naczyniowej, również prowadzącej do utraty przytomności. Gwałtowny ubytek gazów z żołądka może upośledzić ruchy oddechowe. Występuje również gwałtowne pocenie. Woda na powierzchni jamy ustnej i spoconych częściach ciała wrze. Eksperymenty na zwierzętach wykazały, że w ciągu minuty może nastąpić migotanie komór serca, jednak w większości wypadków praca serca ustawała po 90 sekundach. Po zatrzymaniu akcji serca próby reanimacji nie przyniosły rezultatu. Śmierć mózgowa następuje po 2 minutach. 

## Status prawny przestrzeni kosmicznej
Układ o zakazie prób broni nuklearnej w atmosferze, w przestrzeni kosmicznej i pod wodą zabrania jakichkolwiek eksplozji jądrowych w wymienionych środowiskach.
Traktat o przestrzeni kosmicznej stanowi, że przestrzeń kosmiczna wraz z wszelkimi znajdującymi się w niej ciałami niebieskimi nie może być zawłaszczana przez państwa i jest otwarta dla badań i użytkowania na równych zasadach przez wszystkie kraje. Do przestrzeni kosmicznej nie wolno wprowadzać jakichkolwiek obiektów przenoszących broń masowego rażenia. Każdy obiekt wyniesiony w przestrzeń kosmiczną ma przynależność państwa, w którym jest zarejestrowany i na jego pokładzie obowiązuje prawo tego państwa. Jednocześnie kosmonautów uważa się za wysłanników całej ludzkości i w razie potrzeby każde państwo powinno udzielić im pomocy.